# Mestre João Pequeno

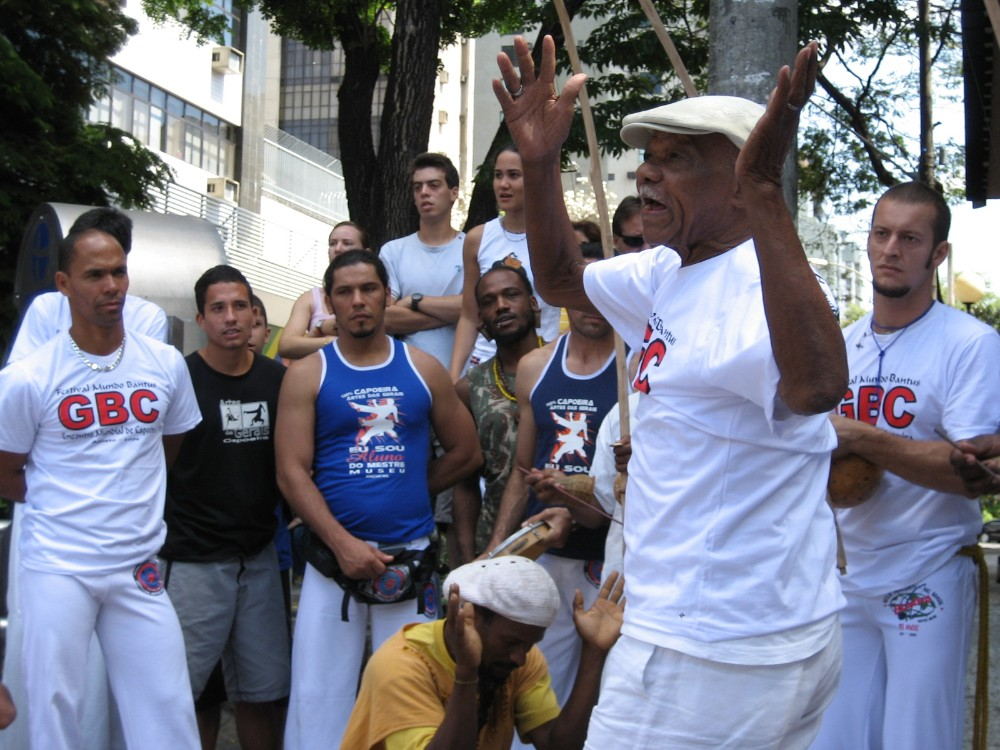
Mestre João Pequeno

Mestre Joao Pequeno de Pastinha (João Pereira dos Santos), né le 27 décembre 1917 et décédé le 9 décembre 2011, disciple de Mestre Pastinha, était à plus de 90 ans le plus vieux maître de capoeira encore en activité. 
À partir de 1982, il dirige le Centro Esportivo de Capoeira Angola (CECA) au Forte Santo Antonio Além do Carmo où se trouve également Mestre Moraes.
En 1998 est décidée la réforme du Forte de Santo Antônio. À partir de cette période, le maître et ses élèves vivent sous la menace d'être expulsés à n'importe quel instant de ce lieu, qui pourtant accueille les joueurs de Capoeira du monde entier.
Légende vivante, figure emblématique de la capoeira Angola, Mestre João Pequeño voyage dans le monde entier chaque année, où il est l'invité de nombreux festivals et stages.
Contrairement à beaucoup de maîtres de son époque, il a lui-même nommé peu de maîtres angoleiros. 
Parmi eux, des fervents défenseurs de son style si près du sol : Mestre Barba Branca, Mestre Jogo de Dentro, Mestre Pé de Chumbo, Mestre Faísca 